# 蒂里
蒂里是愛沙尼亞耶爾瓦縣蒂里市镇的非独立市及行政中心，位於國中部派爾努河畔，海拔高度62米，面積9.79平方公里，2011年人口6,053。第二次世界大戰期間，該市在1941年夏天遭受嚴重破壞。

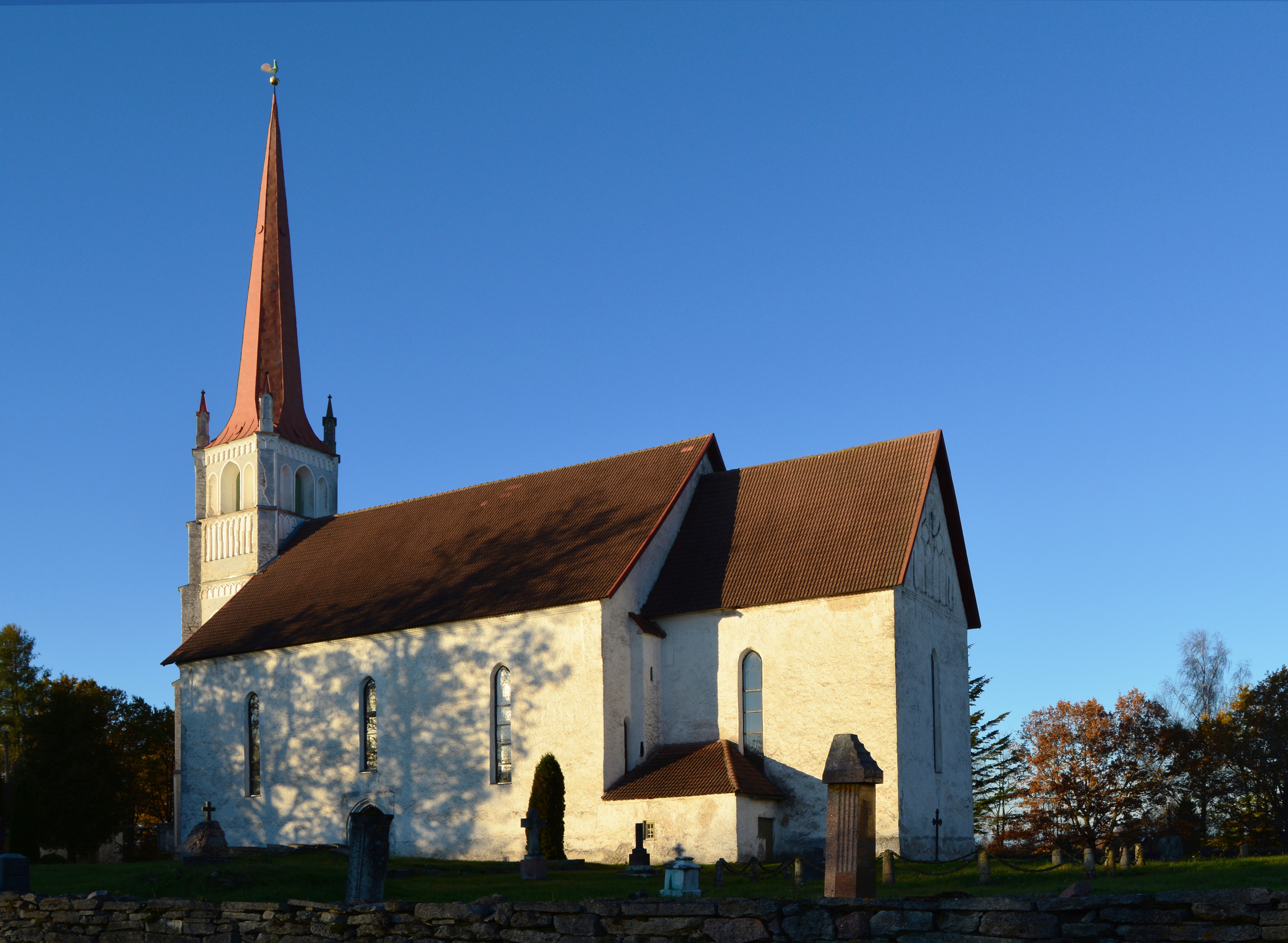
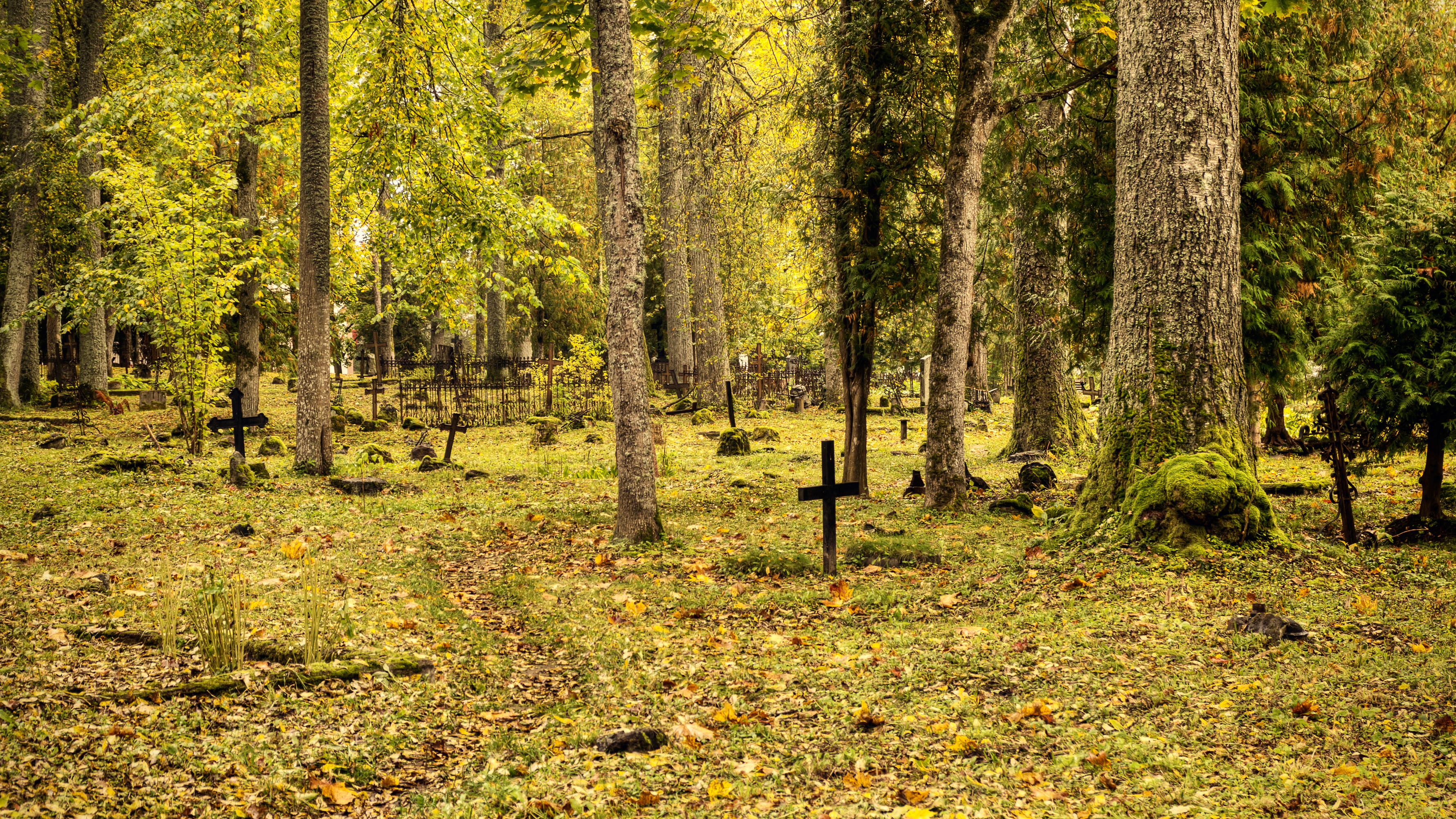
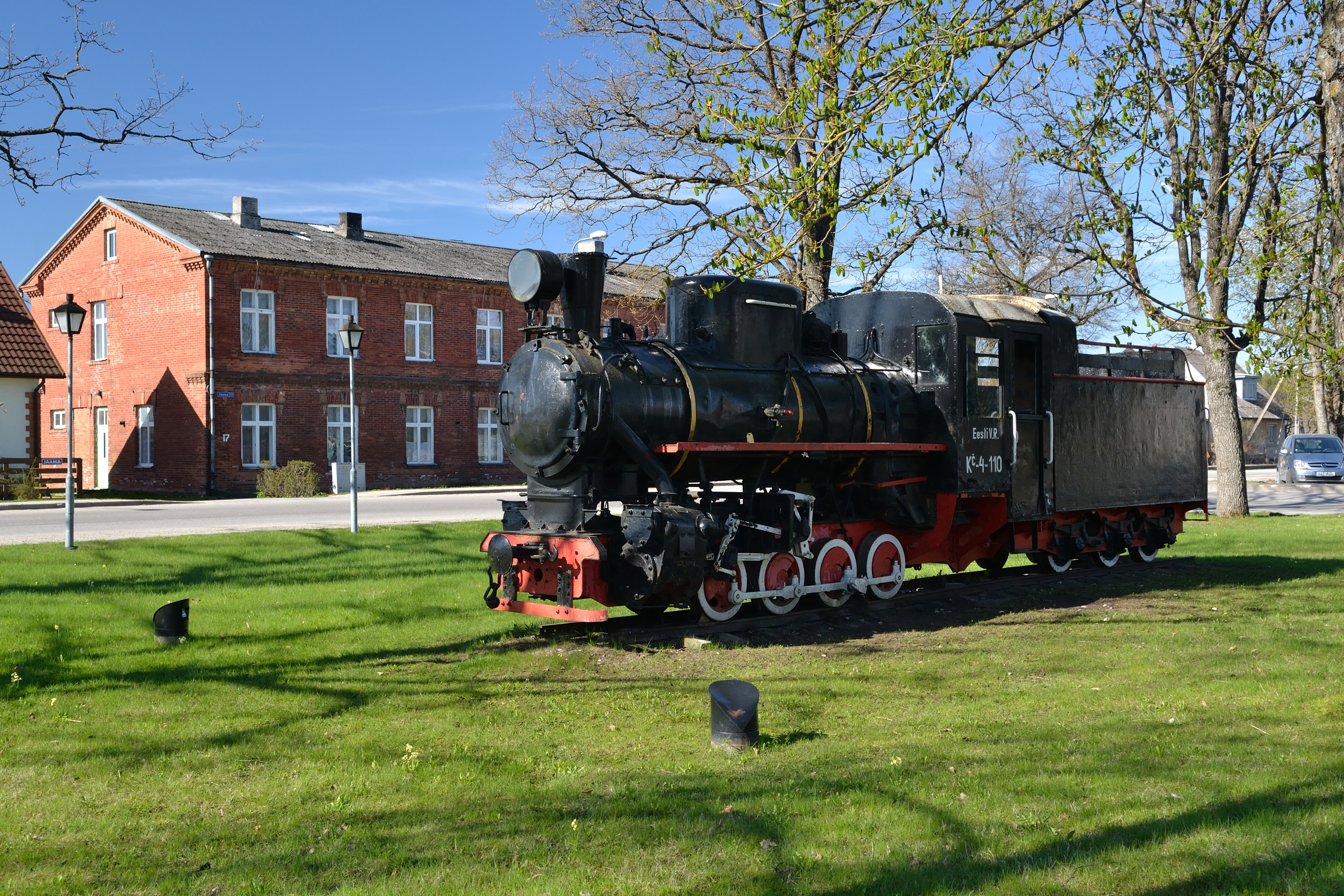
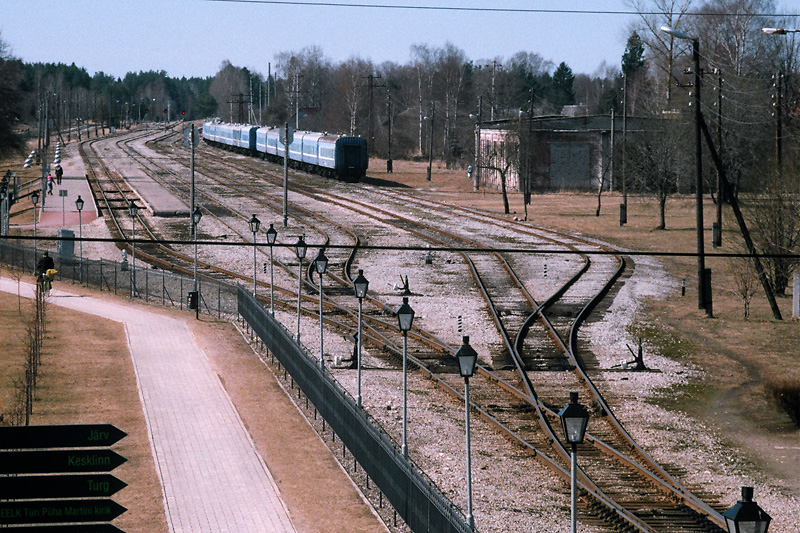
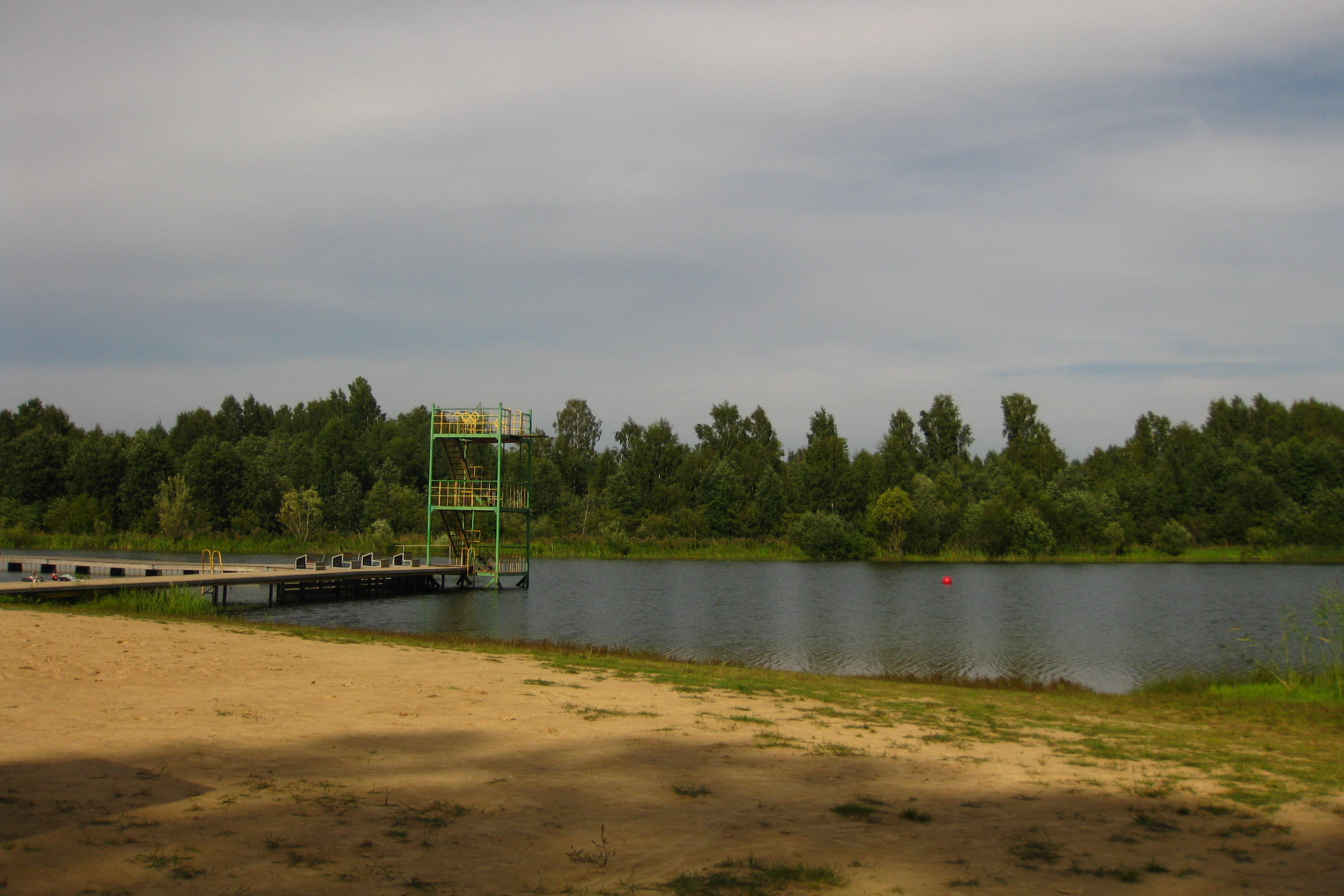